# Корніхон
Корніхон (Calyptophilus) — рід горобцеподібних птахів монотипової родини Calyptophilidae. Включає 2 види, що є ендеміками острова Гаїті.

## Таксономія
Рід традиційно відносили до родини саякових (Thraupidae), потім до Phaenicophilidae. У 2015 році, згідно молекулярно-генетичних досліджень, рід виокремили у власну родину Calyptophilidae.

## Поширення
Корніхони трапляються у гірських дощових лісах на півдні Гаїті та півдні і центрі Домініканської Республіки.

## Види
- Корніхон східний (Calyptophilus frugivorus)
- Корніхон західний (Calyptophilus tertius)